# Corral del Carbón
El corral del Carbón ou bien la cour du Charbon en français est un ancien caravansérail nasride construit au XIVe siècle à Grenade en Espagne. Après la Reconquista, ce lieu fut transformé en un théâtre où le dramaturge espagnol Lope de Vega a pu se produire, pour ensuite être transformé en une cour pour les vendeurs de charbon de bois. Corral del Carbón est le seul caravansérail conservé en Espagne.

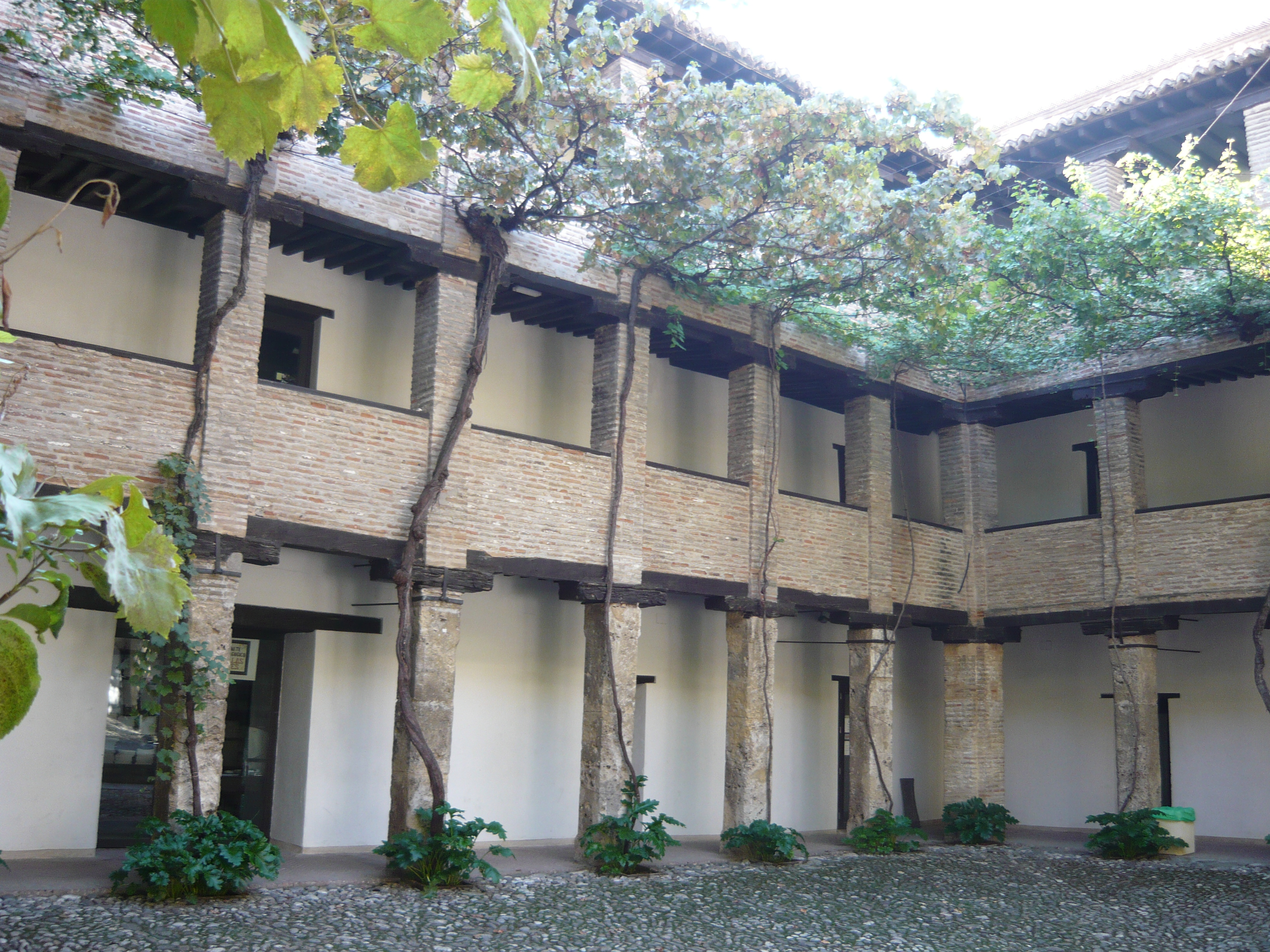
Vue intérieure
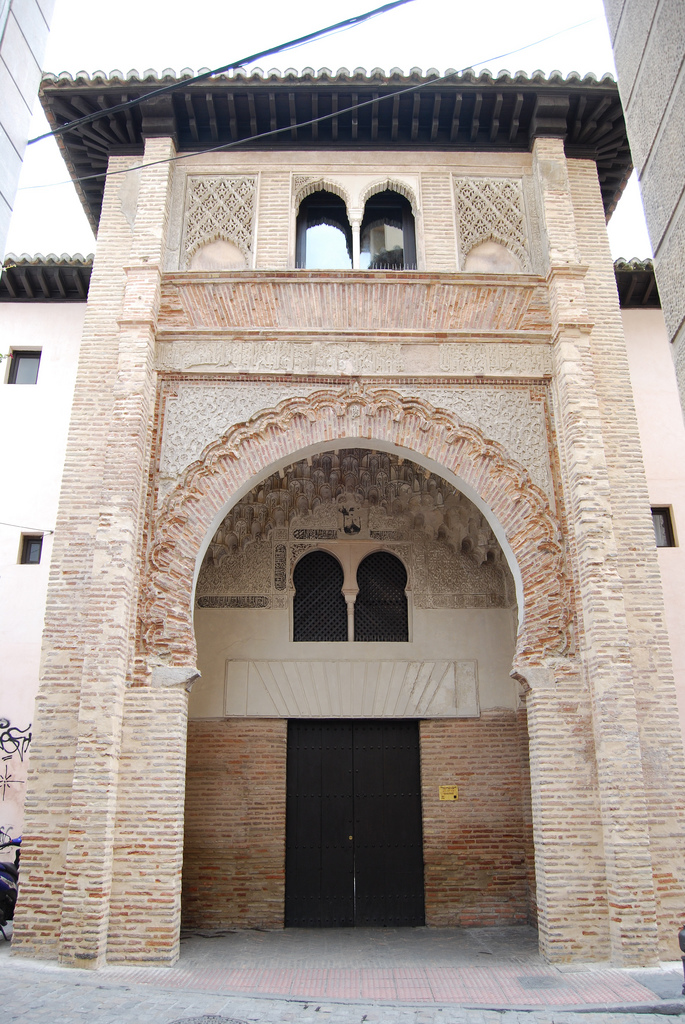
Porte du Corral del Carbón